# ۵۹ کمان

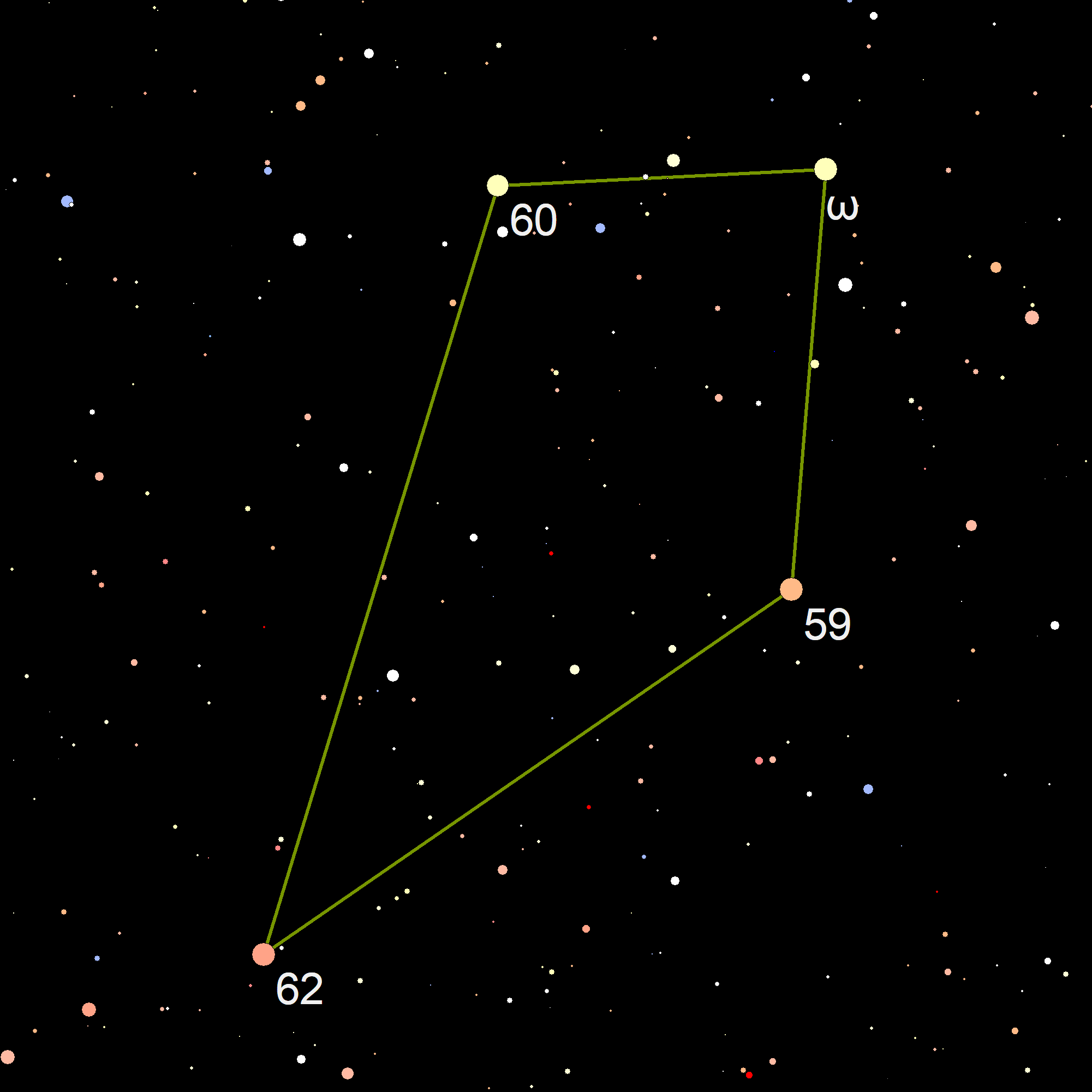
موقعیت ۵۹ کمان در صورت فلکی کمان

۵۹ کمان یک ستاره است که در صورت فلکی کمان قرار دارد.